# Der Urbino-Krimi: Mord im Olivenhain
Der Urbino-Krimi: Mord im Olivenhain ist ein deutscher Fernseh-Krimi aus dem Jahr 2016, der auf dem Roman Der Poliziotto tappt im Dunkeln basiert. Der Film wurde am 24. März 2016 um 20:15 Uhr auf Das Erste erstausgestrahlt. In den Hauptrollen sind Leonardo Nigro, Katharina Wackernagel und Hannes Jaenicke zu sehen.

## Handlung
Während der Olivenernte entdeckt Polizist Roberto Rossi auf seinem Olivenhain die Leiche von Professor Saltari, dem langjährigen Mentor seiner Kollegin Malpomena del Vecchio. Der Mord erschüttert Urbino und wirft viele Fragen auf. Am Tatort finden sich ungewöhnliche Spuren, darunter rätselhafte Schuhabdrücke, die darauf hindeuten, dass die Leiche nach dem Tod bewegt wurde.
Im Dorf kursieren schnell Gerüchte über mystische Ereignisse: Der Stadtstreicher Luigi behauptet, in der Tatnacht von einem „Golem“ angegriffen worden zu sein. Während viele Dorfbewohner an Übersinnliches glauben, vermutet Comandante Cottelli einen Zusammenhang mit der Camorra, da Saltari gegen die Mafia ausgesagt hatte. Die Ermittlungen werden zusätzlich erschwert, als Rossis Bruder Osvaldo verschwindet. Er war kurz vor dem Mord mit Professor Saltari in den antiken Katakomben Urbinos unterwegs. Unterstützung erhalten Rossi und Malpomena vom deutschen Ex-Kommissar Thilo Gruber, der mit kriminalistischem Spürsinn zur Aufklärung beiträgt. Ein altes Gemälde wird zum entscheidenden Hinweis.
Die Spur führt die Ermittler in die unterirdischen Gänge und Katakomben Urbinos. Dort stoßen sie auf die Wahrheit hinter dem Mord an Professor Saltari und das Verschwinden von Osvaldo. Die Aufklärung bringt Licht in dunkle Machenschaften rund um den Olivenölhandel, alte Feindschaften und die Vergangenheit der Stadt.

## Produktion
Der Film wurde von der letterbox Filmproduktion im Auftrag der ARD-Degeto für Das Erste gedreht. Gedreht wurde in der Commune di Urbino, im Museo Diocesano Albani und im Archivio di Stato Urbino.

## Kritik
Die Kritiken zum Film fielen unterschiedlich aus. tittelbach.tv lobte die Geschichte des Films sowie die Bildgestaltung, kritisierte jedoch die Handlung um die Aufrechterhaltung des Geschlechts der del Vecchio. TV Spielfilm bewertete den Film nicht positiv und bezeichnete ihn als „skurril-verhaltenen Budenzauber für Italien-Fans“ und „drolligen Olio-Krimi Marke ‚Naiv extra‘“. fr-online.de kritisierte den Film als „Mumpitz“, da die Handlung unlogisch sei. Auch die Präsentation des Täters sei zu plump. Gelobt wird lediglich, dass in den Film ein Musikstück von Pink Floyd eingearbeitet sei.

## Trivia
In einer Szene der letzten Schlusskapitel wird ein Graffiti des Streetart-Künstlers Banksy gezeigt, Mädchen unterm Regenschirm.